# ژیدوویچی
شهر ژیدوویچی (به روسی: Жидобићи) در کشور مونته‌نگرو واقع شده‌است. جمعیت این شهر ۶۵۳ نفر  است.